# Mimana Nihonfu
De Mimana Nihonfu (任那日本府) is een theorie die zegt dat Japan een gebied in het Koreaans Schiereiland heeft verslagen rond het eind van de vierde eeuw. Hierna zou Wa (和, oudste benaming van Japan) voor enkele eeuwen het bestuur van deze regio, Mimana (任那) genaamd, overgenomen hebben via een administratief bureau. De meningen over de waarheid van deze theorie lopen echter sterk uit elkaar.

## Ligging van Mimana
De Mimana Nihonfu stelt Mimana op dezelfde plaats als de Gaya-confederatie. Dit is een confederatie van zes staten die bestond in de tijd van de Koreaanse drie koninkrijken. Gaya is gelegen in het bekken van de Nakdong rivier, in het zuiden van het schiereiland. Deze regio was de grootste exporteur van culturele en technologische goederen naar Kyushu op dat moment.
Andere theorieën geven locaties aan die niet in het huidige Korea liggen. Zo wordt er bijvoorbeeld gesteld dat Mimana een van de gemeenschappen op het Japanse archipel zelf is. Deze zou zichzelf opgezet hebben in naam van de drie koninkrijken. Maar de plaatsnamen neergeschreven in de nihonshoki (日本書紀, Japanse kronieken) zijn niet helemaal onsamenhangend met gemeenschappen van Baekje, die neergeschreven staan in een Chinese tekst.
Volgens een derde theorie is Mimana het eiland van Tsushima. Hier is men op gekomen door een passage in de nihonshoki op een andere manier te interpreteren. De Japanse interpretatie is immers “Mimana is een duizend li naar het noorden van Sukusi (Noord Kyushu) en de zee scheidt het van het laatstgenoemde”. Maar volgens Koreaanse geleerden kan de passage ook als volgt vertaald worden: “Mimana is 2000 ri van het land van Susuki en is begrensd in het noorden bij de zee”. De Samguk Sagi (三國史記, Kronieken van de drie koninkrijken) bevestigt het bestaan van een legerbasis op dit eiland. Tsushima is echter, ondanks de belangrijke militaire rol, te klein om als Mimana beschouwd te worden.

## Situatie van Japan in de vierde eeuw

### Grootte en macht van Yamato
Bij het weerleggen van de Mimana Nihonfu wordt de politieke staat van het archipel in die tijd aangehaald. Japan was op dat moment nog niet eengemaakt en nog eeuwen weg van de Taika-hervormingen. Kyushu, dat veel contacten had met het schiereiland, was ook nog niet onder controle van de Yamato regering in de tijd dat de militaire expeditie tegen Mimana zou plaatsgevonden hebben. Het wordt daarom betwijfeld dat Japan in die tijd een deel van Korea zou veroverd hebben en genoeg macht had om dit gebied voor meer dan een eeuw te kunnen besturen.

### Migratie tussen Korea en Japan
Vanaf de vierde eeuw was er veel migratie tussen het Koreaans schiereiland en het Japanse archipel. Veel inwoners van Gaya en Baekje begonnen zich te vestigen in Noord Kyushu. Dit verschijnsel wordt vaak aangehaald bij het weerleggen van de Mimana Nihonfu. Zo wordt er gesteld dat de migratie een grote culturele en politieke invloed had op Wa. Zelfs in de Japanse troonopvolging zouden afstammelingen van het schiereiland een grote rol gespeeld hebben. Er bestaat nog steeds een grote discussie over hoe groot deze invloed was en dus of er Koreaanse nazaten al dan niet regeerden over Noord Kyushu. Er wordt dan ook niet uitgesloten dat de legers van Wa gezonden werden door Baekje-afstammelingen uit Noord Kyushu.

## Verwijzingen naar de Mimana Nihonfu in historische bronnen

### Nihonshoki
In 28v.C werd Mimana voor het eerst opgetekend in de nihonshoki. Hierin worden de inwoners van Mimana weergegeven als onderdanen van Wa. De passage staat echter vol met overdreven expressies met als doel de autoriteit van Wa te verhogen.
Hierna werd er voor twee à drie eeuwen geen enkele referentie gemaakt tot in het 49e regeringsjaar van keizerin Jingu. Hier staat een gedetailleerd verslag opgeschreven over de eerste militaire expeditie tegen Mimana. De legende vertelt over hoe de keizerin met een leger het Koreaans schiereiland aanviel en drie jaar later als winnaar terugkwam. Deze theorie wordt echter nergens nog als waar aanschouwd.
In de loop van de volgende eeuwen verschijnen er nog verschillende korte referenties naar Mimana. Zo veroverde Wa alle zes staten van de Gaya confederatie in 369 en verschenen rond 462 of 464 de eerste vermeldingen over een koloniale organisatie hierin. Er worden echter enkel titels van mensen weergegeven en geen feiten over de organisatie zelf. Wat opvalt is dat het merendeel van de personen aan wie deze titels verbonden waren van Baekje origine waren.
Volgens de nihonshoki was Mimana een Japanse kolonie totdat Silla het versloeg in 562. Vanaf dit moment had Japan geen macht meer op het schiereiland.
Er is echter veel tegenstrijdige informatie te vinden in deze geschriften ten opzichte van andere historische bronnen. Wellicht is de relatie tussen Baekje en Gaya in de nihonshoki fout geïnterpreteerd zodat het lijkt dat Japan de macht had. Alsook het gebruik van het woord “Nihon”, dat op dat moment nog niet bestond, laat de geloofwaardigheid dalen. Zelfs Japanse geleerden geven toe dat de nihonshoki in dit opzicht weinig waarde heeft als historische bron.

### Chiljido
De Chiljido (七支刀) is een zwaard dat door de koning van Baekje gegeven was aan de koning van Wa. Op beide kanten van het lemmet staan inscripties uit 369. Dit was rond de tijd van de eerste expeditie tegen Mimana.  Veel tekens zijn echter onleesbaar of hebben een dubbele betekenis waardoor er verschillende interpretaties mogelijk zijn. Zo kan het zwaard niet enkel gezien worden als een geschenk van Baekje, maar ook als een tribuut van het koninkrijk aan Wa.

### Koning Gwanggaeto’s stele
Op deze granieten stele van bijna vier op zeven meter staat een inscriptie van 1802 karakters. Het werd in 414 gemaakt in opdracht van koning Jansu van Goguryeo ter ere van zijn vader. De stele was herontdekt in negentiende eeuw. De inhoud van de tekst op de stele is echter afhankelijk van de interpretatie. Dit komt niet enkel doordat er tekens onleesbaar zijn door slijtage, maar ook omdat er in 1884 hoogstwaarschijnlijk tekens aangepast werden door de Japanse officier Sako. Vermoedelijk heeft China ook enkele passages veranderd door middel van enkele tekens te wijzigen.
Toch zijn er enkele conclusies te nemen uit de ingekerfde teksten. Zo is er zekerheid dat Goguryeo op het schiereiland legers van Wa confronteerde. Ook is het duidelijk dat Goguryeo bij deze confrontatie de hulp had van Silla en dat Wa samenwerkte met Baekje. Maar er wordt niets vermeld over de verovering van Mimana. Sterker nog: de Japanse legers zouden zich snel teruggetrokken hebben totdat ze zich uiteindelijk overgaven.  Maar omdat deze stele een eerbetoon is aan een Koreaanse koning, is het ook hier moeilijk om een objectief beeld te krijgen van de evenementen.

### Songshu
Volgens de Songshu (宋書, Het Boek van de Song ) kregen  “vijf koningen van Wa” in 451 de titel van militair bevelhebber over zes kleine staatjes.  Deze titel werd gegeven door de Chinese keizer in ruil voor tributen. Later vroeg de Wa koning Bu nog naar de titel van totoku shichikoku shogunji, wat hem ook de militaire macht in Baekje zou geven. Dit verzoek werd echter geweigerd.
Belangrijk is dat deze titels enkel formeel zijn. Ze hebben dus niets te maken met de eigenlijke macht in die staten. Ook was Wa niet de enige staat die titels kreeg van de Chinese keizer. Zo kregen de koning van Goguryeo en Baekje ook titels toevertrouwd. Deze waren zelfs gelijkstaand of hoger in rang dan die van Wa. Japan oefende deze “macht” als militair bevelhebber in Korea dus niet uit.

### De brief van de koning van Wa aan de keizer van China
Een brief, gezonden door de Wa koning Bu aan de Chinese keizer Song, wordt ook vaak geciteerd door aanhangers van de Mimana Nihonfu. In het bijzonder de passage:’… since our ancestors, dressed in their armor, traversing the mountains and crossing the rivers, without a moment’s rest, made subject to us 55 uncivilized countries to the east, 60 barbaric countries to the west and to the north of the seas, having crossed the seas, conquered 95 countries’. De verschillende landen waar hierover gesproken wordt, zijn waarschijnlijk dorpjes of kastelen waar in de Weishu (魏書, boek van de Wei) ook over gesproken wordt. Waarschijnlijk zijn de 95 dorpjes naar het noorden kleine gronden in Korea en wordt hier een overdrijving gemaakt van de Japanse expeditie in de vierde eeuw.

## Militaire expedities
Zowel in nihonshoki als in de Samguk Sagi staan er vermeldingen over militaire activiteiten van Wa op het eind van de vierde eeuw en begin vijfde eeuw. Baekje, in een alliantie met Gaya en Wa, viel Silla aan. Deze vroeg hierna echter hulp aan Goguryeo, die een leger stuurde waardoor de aanvallers zich moesten terugtrekken. De alliantie verloor hierdoor de vlakte van de Han-rivier aan Goguryeo.
In 551 verovert Baekje samen met Silla en Gaya de vlakte van de Han-rivier opnieuw. Ook dit met de hulp van troepen van Wa. Maar Silla neemt meteen na de overwinning een deel van die vlakte in waardoor drie jaar Baekje Silla aanvalt. Baekje lijkt te winnen tot de strijd in Okcheon, waar hun koning gedood werd. Zonder koning kreeg Baekje een enorme klap en verloren ze de strijd.
De Gaya confederatie verdween compleet nadat Daegaya verwoest werd door Silla in 562. Door de steeds dalende status en macht van Baekje begint Japan hierna meer relaties aan te gaan met Goguryeo en Silla.